# Gina Raimondo
Gina Marie Raimondo (Smithfield, 17 de maio de 1971) é uma política norte-americana, que atualmente serve como Secretária do Comércio dos Estados Unidos no governo de Joe Biden. Ela também foi a 75º governadora de Rhode Island de 2015 a 2021. Membro do Partido Democrata, foi a primeira mulher a servir como governadora de Rhode Island. Antes da sua eleição, ela atuou como tesoureira geral de Rhode Island de 2011 a 2015 e foi a segunda mulher a ocupar esse cargo. Ela foi escolhida como candidata democrata ao governo de Rhode Island nas eleições de 2014. Raimondo venceu a eleição a 4 de novembro de 2014, com 41% dos votos, numa disputa a três, contra o prefeito de Cranston, o republicano Allan Fung, e o empresário Robert Healey. Ela foi reeleita a 6 de novembro de 2018. Em 2 de março de 2021.
A 7 de janeiro de 2021, foi relatado que o presidente eleito Joe Biden havia escolhido Raimondo para servir como Secretária de Comércio na administração dele. Ela foi confirmada pelo senado em 2 de março de 2021.

## Infância e Educação
Gina Marie Raimondo nasceu a 1971 em Smithfield, Rhode Island, onde cresceu mais tarde. De ascendência italiana, é a mais nova dos três filhos de Josephine (Piro) e Joseph Raimondo. O seu pai, Joseph (1926-2014), fez carreira na fábrica de relógios Bulova em Providence, Rhode Island. Ele ficou desempregado aos 56 anos quando a empresa Bulova transferiu as suas operações para a China, fechando a fábrica em Providence. Raimondo graduou-se na La Salle Academy, em Providence, como uma das primeiras meninas com permissão para frequentar a escola católica, onde foi a delegada de turma. 
Raimondo formou-se com o título de Bacharel em Artes magna cum laude em economia pela Universidade de Harvard em 1993, onde serviu na equipe do The Harvard Crimson. Ela frequentou o New College, Oxford, onde recebeu o grau de Master of Arts (MA) e Doctor of Philosophy em 2002 em sociologia. A sua tese de doutoramento foi sobre a maternidade solteira e supervisionada por Stephen Nickell e Anne H. Gauthier enquanto ela era uma estudante de pós-graduação do New College, Oxford. Raimondo recebeu o seu diploma de Juris Doctor pela Yale Law School em 1998.

## Governadora de Rhode Island

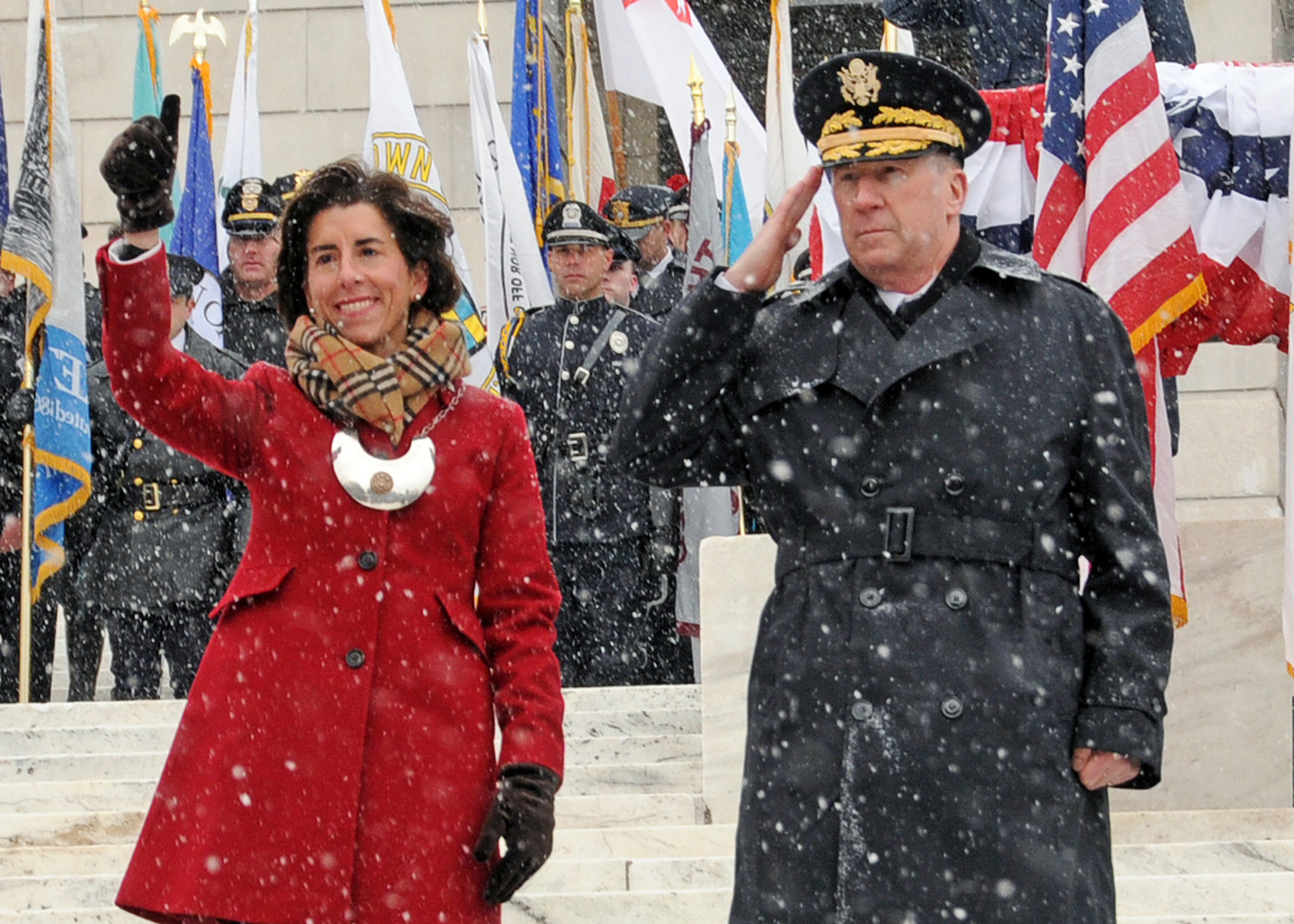
Posse de Gina Raimondo como governadora

Raimondo foi eleita governadora de Rhode Island a 4 de novembro de 2014 , ganhando com 41% dos votos em uma disputa a três, derrotando os adversários Allan Fung (R) e Robert J. Healey do Partido Moderado. Raimondo é a primeira governadora de Rhode Island.
Quando ela concorreu a governador, Rhode Island tinha a maior taxa de desemprego do país. Raimondo cortou impostos todos os anos e removeu 8.000 páginas de regulamentos - 30 por cento dos regulamentos do estado. Ela aumentou o salário mínimo estadual para US $ 11,50, criou um direito a licença médica, financiou o maior programa de infraestrutura da história do estado e tornou as faculdades comunitárias gratuitas.
Em 2 de março de 2021, Raimondo renunciou do cargo para assumir como Secretária de comércio dos Estados Unidos. Ela foi sucedida pelo seu vice, Daniel McKee.